# Вулиця Назарія Яремчука (Київ)
Ву́лиця Назарія Яремчука — вулиця в Голосіївському районі міста Києва, місцевість Віта-Литовська. Пролягає від вулиці Костянтина Хохлова до вулиці Валентина Отамановського.

## Історія
Вулиця виникла у 2010-х роках під проектною назвою Проектна 12810 та як вулиця Свято-Георгіївська. Сучасна назва на честь українського співака Назарія Яремчука — з 2017 року.